# Зенон Платек
Зенон Платек (пол. Zenon Płatek; 6 вересня 1927, Яксиці — 20 червня 2009, Варшава) — польський генерал комуністичної держбезпеки, керівник спецгрупи «D» у 1973—1976 роках, начальник IV (антицерковного) департаменту МВС ПНР у 1981—1984 роках. Організатор спецоперацій проти Католицької церкви. Підозрювався у причетності до замаху на Папу Римського Івана Павла II. Залучався до суду за звинуваченням в організації вбивства мученика Католицької церкви Єжи Попелушко.

## Переслідувач церкви та опозиції
Закінчив училище Корпусу внутрішньої безпеки. У 1953 році поступив на службу у Міністерство громадської безпеки ПНР у Жешуві. У 1959 році відвідував професійні курси Служби безпеки (СБ) у Леґьоново. Перебував в урядущій компартії ПОРП.
Як офіцера СБ Зенон Платек спеціалізувався на антицерковній, антикатолицькій каральній політиці. У 1968—1970 роках — заступник начальника, у 1970—1974 роках — начальник 4-го відділу управління МВС Жешува. У 1973—1976 роках — керівник спецгрупи «D» IV департаменту МВС. У 1979—1981 роках — заступник начальника, у 1981—1984 роках — начальник IV департаменту. У 1983 році підвищений до бригадного генерала. Організовував напади на католицьких паломників до Ясної Гури, фабрикацію компромату, акції тиску на священників і католицьких активістів.
Боротьба проти католицької опозиції була одним із головних напрямів діяльності СБ МВС. Особливого значення це набуло з 1978 року, після обрання Папою Римським польського кардинала Кароля Войтили. Платек був одним із керівників комплексної антикатолицької спецоперації Triangolo. У 1979 році Платек відвідав Відень для координації дій у рамках операції. Водночас у Відні перебував терорист Мехмет Алі Агджа, який 13 травня 1981 року зробив замах на життя Папи Івана Павла II. Однак роль Платека у замаху певно не відома.
IV департамент МВС брав участь й у протиборстві урядущої компартії ПОРП з профспілкою Солідарність. Був каральним інструментом «партійного бетону». У березні 1981 року полковник Платек здійснював оперативне керівництво силами міліції та держбезпеки під час Бидгощської провокації.

## Начальник вбивць священника
У грудні 1981 року, одразу після введення воєнного стану, Зенона Платека призначено начальником IV департаменту МВС. Його заступником був полковник Адам Петрушка, якому восени 1984 року доручено нейтралізувати ксьондза Єжи Попелушко, капелана підпільної Солідарності. За наказом Петрушки група у складі капітана Пйотровського, поручника (лейтенанта) Пенкали та поручика Хмелевського викрала Попелушко. Священник зазнав жорстокого побиття, після чого вбили.
Вибух суспільного обурення та внутрішня боротьба у верхівці ПОРП призвели до арешту Петрушки, Пйотровського, Пенкали та Хмелевського. Генерала Платека відсторонено з посади у IV департаменті (замінено полковником Барановським) і направлено до Праги керувати оперативною групою СБ. Перебував у негласному штаті V (економічного) департаменту. На цій посаді він залишався до розформування СБ навесні 1990 року.

## Уникнення осуду
Восени 1990 року Платека заарештовано за звинуваченням в організації вбивства Попелушка. Разом з ним було притягнуто до кримінальної відповідальності начальник СБ у 1980-х роках Владислав Цястонь. Підстави для судового переслідування створили свідчення виконавців убивства, які послалися на розпорядження, отримане від Платека та Цястоня. Однак довести факт віддачі наказу про вбивство не вдалося, оскільки не знайшлося документальних підтверджень прямої вказівки (буквально говорилося: «Змусити мовчати»). У 2000 та 2008 роках процес проти Платека припинявся за станом здоров'я обвинуваченого. Цястоня виправдано через недостатність доказів.

Платек був одним з головних постатей СБ. Звісно, він відповідає за серію злочинних акцій проти Церкви. Він також є символом безпорадності польського правосуддя після 1989 року.— Антоній Дудек, професор історії, співробітник Інституту національної пам'яті
Зенона Платека поховано на Північному цвинтарі Варшави.